# Burg Surcasti
Der Turm der ehemaligen Burg von Surcasti steht auf einem Felssporn zwischen Valserrhein und Glenner nordöstlich des Dorfes Surcasti im schweizerischen Kanton Graubünden. 

## Anlage
Das Spornburgareal bei 925 m ü. M. erstreckte sich ursprünglich über den ganzen Geländesporn. Heute wird die Fläche grösstenteils von der Kirche St. Laurentius und dem Friedhof eingenommen. Von der ursprünglichen Anlage hat sich nur der quadratische Bergfried mit einer Seitenlänge von ca. 8 m erhalten, der seit 1520 als Glockenturm der Pfarrkirche dient. Ein Halsgraben im Süden ist teilweise eingeebnet worden. Die Mauern bestehen aus Bruchsteinen mit z. T. auffallend mächtigen Quadern, die Ecksteine mit Kantenschlag sind sorgfältig behauen. Im unteren Teil haben sich Reste von Rasa-Pietra-Verputz mit Fugenstrich erhalten.
Ursprünglich wies der Turm vier Geschosse auf. Der heutige Eingang ist nachträglich eingebrochen worden; der alte Hocheingang mit rundbogiger Öffnung lag auf der Höhe des 3. Geschosses in der Nordwestwand. Das heutige Krüppelwalmdach stammt aus dem 18. Jahrhundert; über die ursprüngliche Dachform ist nichts bekannt. Erwin Poeschel vermutete ein Zeltdach über einem Zinnenkranz, eventuell auch ein hölzerner Obergaden.
Von den übrigen Gebäuden der Anlage liegen nur fragmentarische Befunde vor. Im Nordosten wurden durch Sondierungen 1945 Reste eines rechteckigen (Wohn-)Gebäudes festgestellt. Spuren einer Ringmauer fehlen. Die heutige Friedhofsmauer und das Tor stammen aus nachmittelalterlicher Zeit.

## Geschichte
Schriftliche Unterlagen über die Erbauung der Burg fehlen. Vermutet wird eine Entstehungszeit im frühen 12. Jahrhundert. Die Kirche Sogn Luregn wird 1345 erstmals erwähnt, doch ist ein romanischer Vorgängerbau nicht auszuschliessen. Schriftliche Zeugnisse gibt es aus den Jahren 1345, 1515 und 1520. 1774 wurde bei Restaurierungsarbeiten eine Muttergottesfigur aus der zweiten Hälfte des 12. Jahrhunderts gefunden, sie wird im Museum des Klosters Disentis aufbewahrt. Der Zusammenhang zwischen Burg und Kirche bleibt offen; ebenso wenig ist klar, ob Surcasti tatsächlich ein frühmittelalterliches Kirchenkastell war, wie vermutet wird.  Der heutige spätgotische Kirchenbau stammt aus der Zeit zwischen 1515 und 1520. Die heutige Gestalt stammt aus Umbauten von 1774.
Die Familie von Übercastel erscheint erstmals in einem rätischen Schuldenverzeichnis um 1325 als bischöfliche Vasallen; erwähnt werden Wilhelm und sein Sohn Heinrich. Der letzte männliche Nachfahre wurde am 13. Juli 1419 genannt und am 1. August 1425 als verstorben erwähnt. Auf einer hölzernen Skulptur aus dem 12. Jahrhundert, die im Beinhaus gefunden wurde, fand sich eine Inschrift mit dem Namen Conradus. Bei anderen Namensnennungen etwa aus der Bündner Herrschaft ist zweifelhaft, ob sie etwas mit Surcasti zu tun haben. Die Familie war stammesgleich oder verwandt mit denen von Castelberg und Löwenstein.
Bodenfunde weisen auf eine Belegung des Platzes in prähistorischer und römischer Zeit hin.

## Galerie

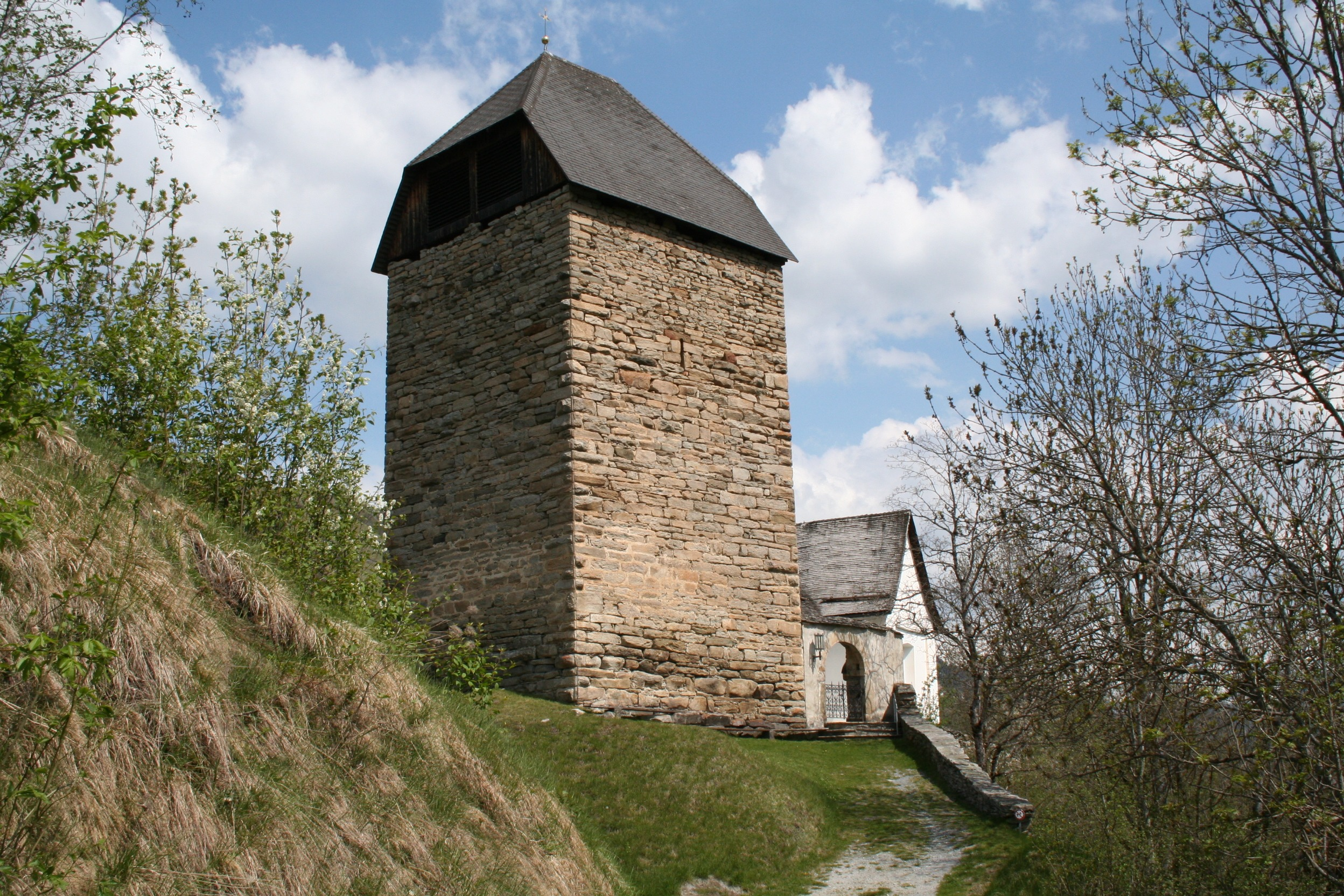
Ansicht von Süden
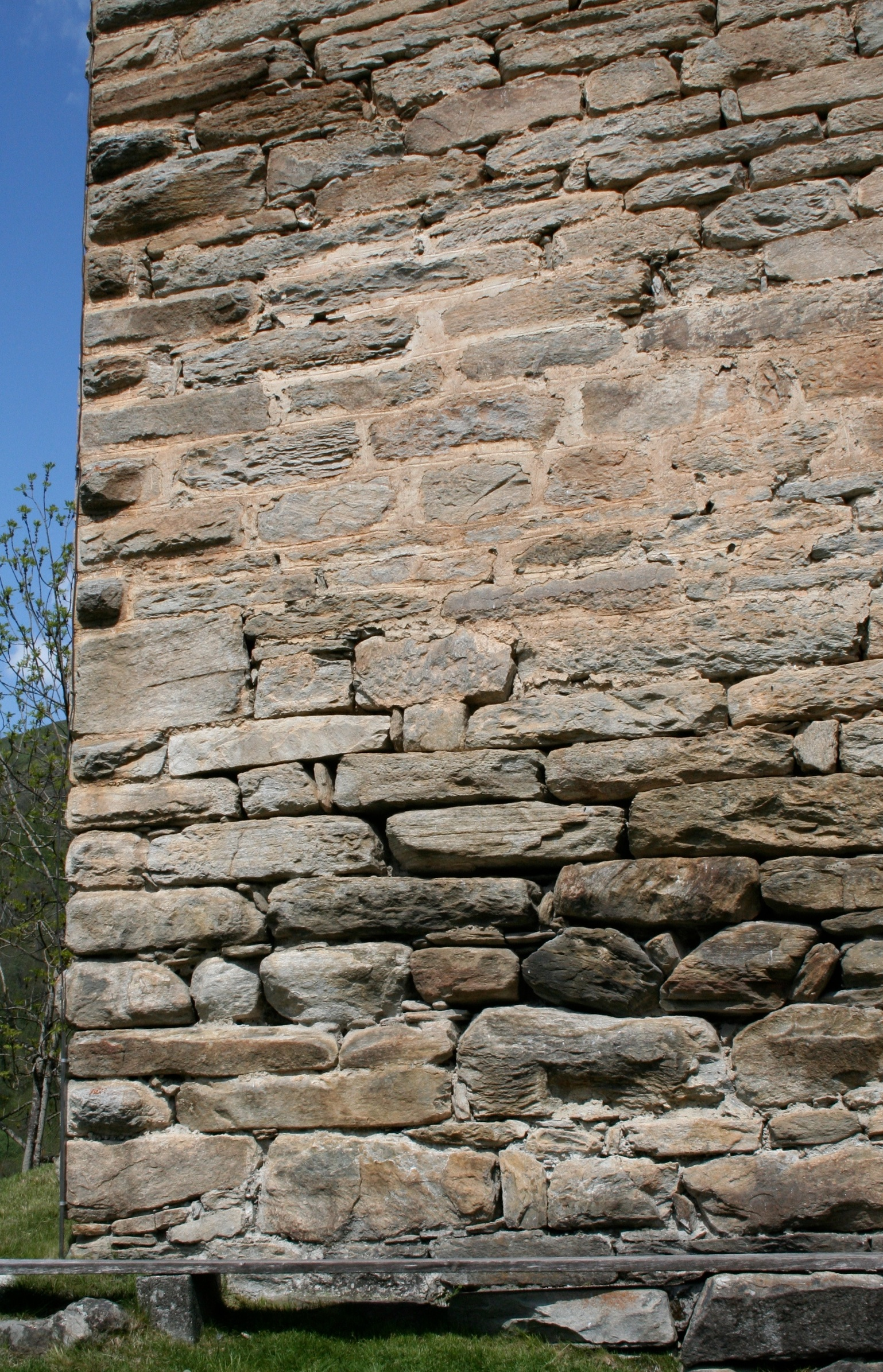
Detail der  Südostmauer
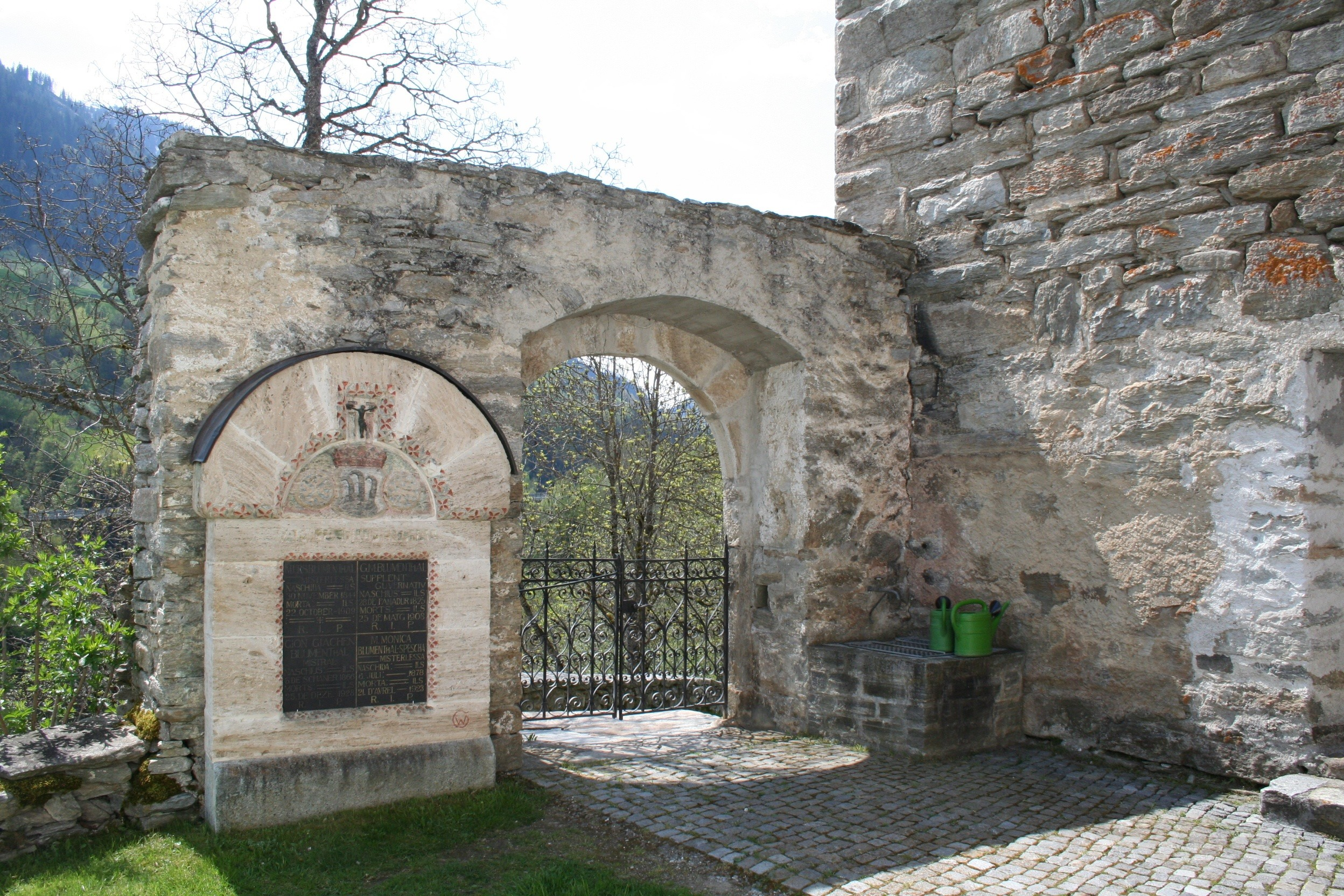
Eingangstor
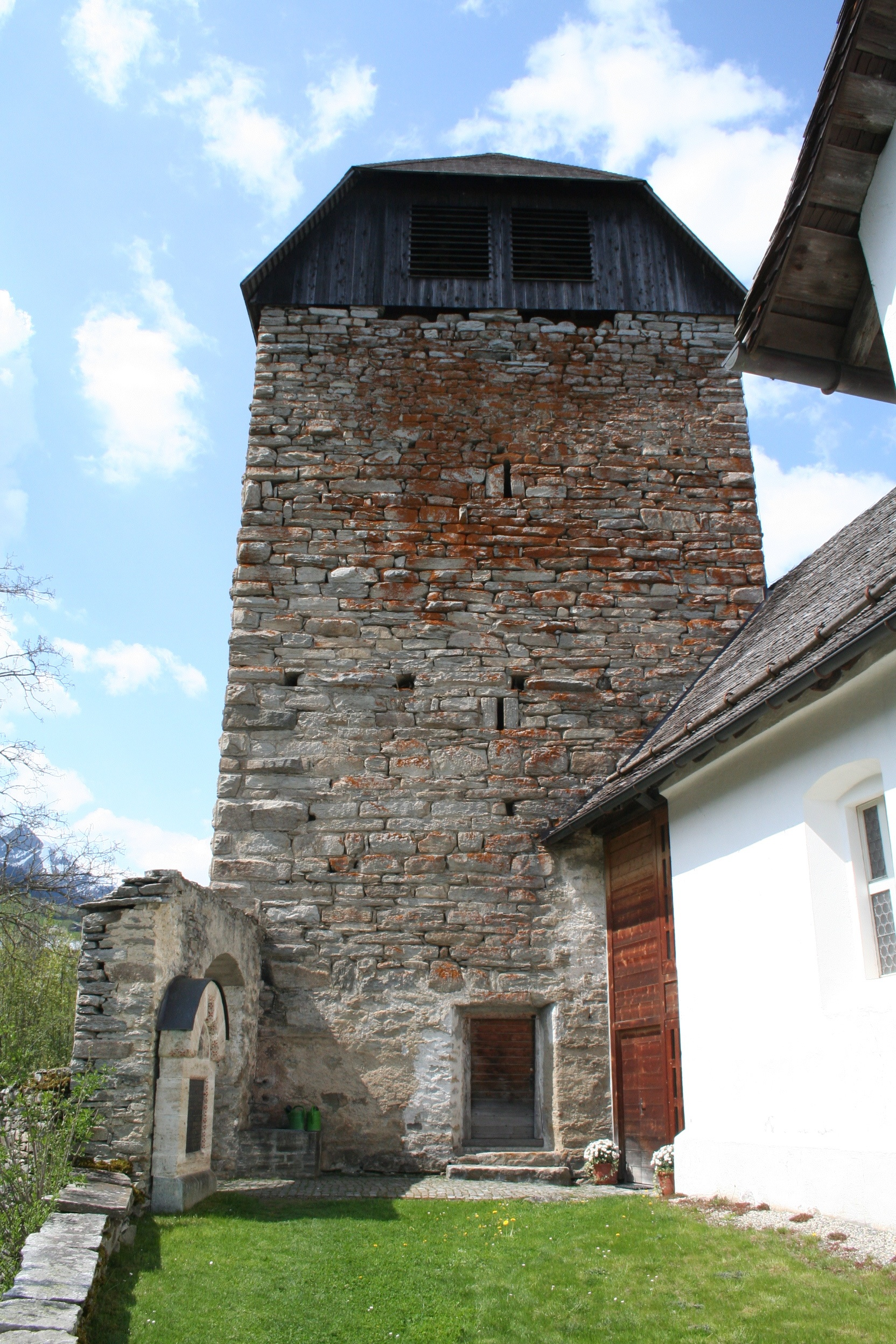
Turm von Nordosten
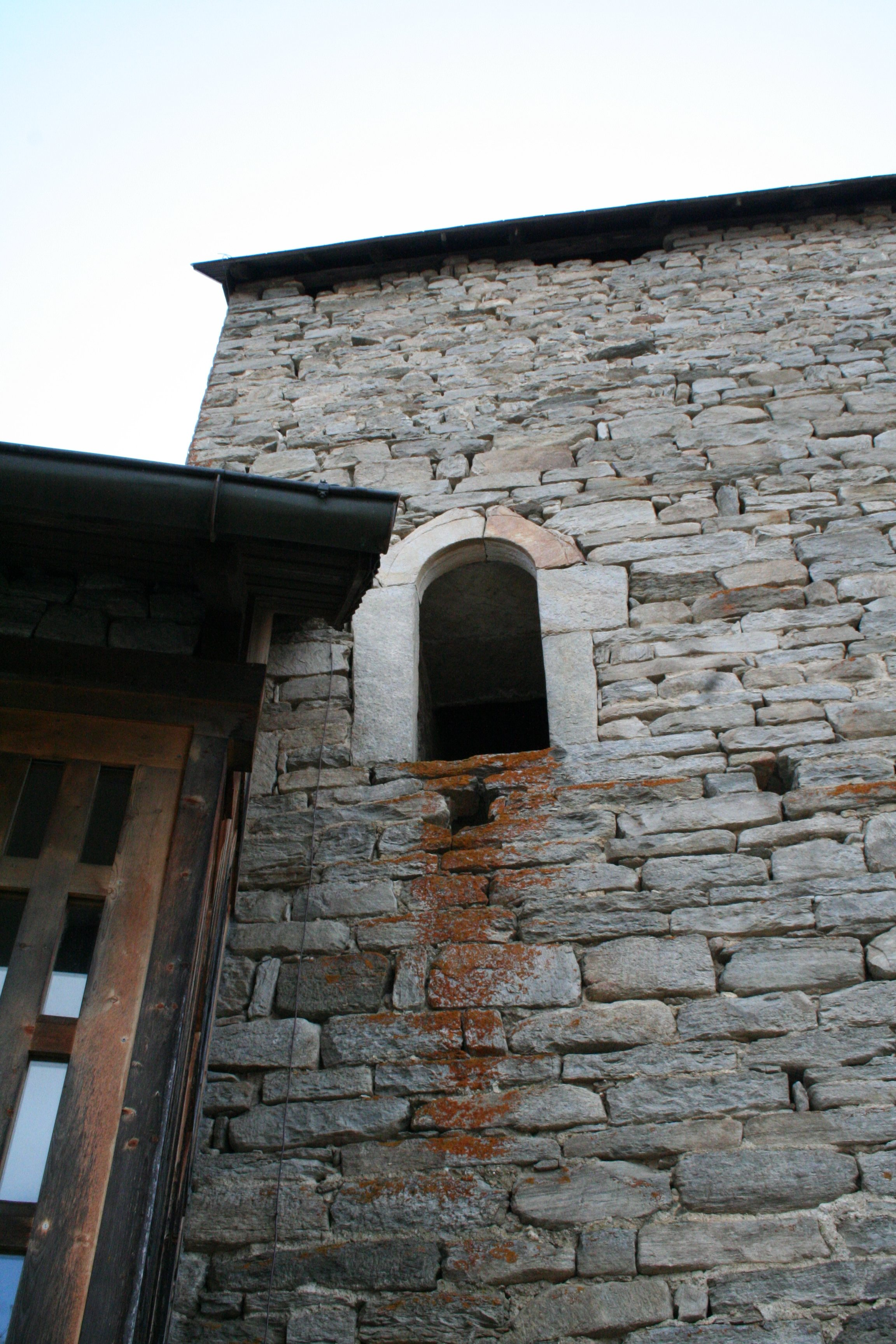
Hocheingang